# Giải của Hiệp hội phê bình phim Chicago cho nam diễn viên phụ xuất sắc nhất
Giải của Hiệp hội phê bình phim Chicago cho nam diễn viên phụ xuất sắc nhất là một giải thưởng hàng năm của Hiệp hội phê bình phim Chicago dành cho nam diễn viên đóng vai phụ trong một phim, được bầu chọn là xuất sắc nhất.

## Các người đoạt giải

### Thập niên 1980
| Năm  | Người đoạt giải | Phim               | Vai diễn |
| ---- | --------------- | ------------------ | -------- |
| 1989 | Danny Aiello    | Do the Right Thing | Sal      |

### Thập niên 1990
| Năm  | Người đoạt giải    | Phim               | Vai diễn              |
| ---- | ------------------ | ------------------ | --------------------- |
| 1990 | Joe Pesci          | Goodfellas         | Tommy DeVito          |
| 1992 | Jack Nicholson     | A Few Good Men     | Colonel Nathan Jessup |
| 1993 | Ralph Fiennes      | Schindler's List   | Amon Göth             |
| 1993 | Tommy Lee Jones    | The Fugitive       | Samuel Gerard         |
| 1994 | Martin Landau      | Ed Wood            | Bela Lugosi           |
| 1995 | Kevin Spacey       | The Usual Suspects | Roger "Verbal" Kint   |
| 1996 | Cuba Gooding, Jr.  | Jerry Maguire      | Rod Tidwell           |
| 1997 | Burt Reynolds      | Boogie Nights      | Jack Horner           |
| 1998 | Billy Bob Thornton | A Simple Plan      | Jacob Mitchell        |
| 1999 | Tom Cruise         | Magnolia           | Frank T.J. Mackey     |

### Thập niên 2000
| Năm  | Người đoạt giải          | Phim                                | Vai diễn              |
| ---- | ------------------------ | ----------------------------------- | --------------------- |
| 2000 | Benicio del Toro         | Traffic                             | Javier Rodriguez      |
| 2001 | Steve Buscemi            | Ghost World                         | Seymour               |
| 2002 | Dennis Quaid             | Far from Heaven                     | Frank Whitaker        |
| 2003 | Tim Robbins              | Mystic River                        | Dave Boyle            |
| 2004 | Thomas Haden Church      | Sideways                            | Jack                  |
| 2005 | Mickey Rourke            | Sin City                            | Marv                  |
| 2005 | Matt Dillon              | Crash                               |                       |
| 2005 | Terrence Howard          | Crash                               |                       |
| 2005 | Paul Giamatti            | Cinderella Man                      |                       |
| 2005 | Jake Gyllenhaal          | Brokeback Mountain                  | Jack Twist            |
| 2005 | Donald Sutherland        | Pride & Prejudice                   |                       |
| 2006 | Jackie Earle Haley       | Little Children                     | Ronald J. McGorvey    |
| 2006 | Ben Affleck              | Hollywoodland                       |                       |
| 2006 | Eddie Murphy             | Dreamgirls                          | James "Thunder" Early |
| 2006 | Jack Nicholson           | The Departed                        |                       |
| 2006 | Brad Pitt                | Babel                               |                       |
| 2006 | Michael Sheen            | The Queen                           | Tony Blair            |
| 2007 | Javier Bardem            | No Country for Old Men              | Anton Chigurh         |
| 2007 | Casey Affleck            | The Assassination of Jesse James... | Robert Ford           |
| 2007 | Philip Seymour Hoffman   | Charlie Wilson's War                | Gust Avrakotos        |
| 2007 | Hal Holbrook             | Into the Wild                       | Ron Franz             |
| 2007 | Tom Wilkinson            | Michael Clayton                     | Arthur Edens          |
| 2008 | Heath Ledger (truy tặng) | The Dark Knight                     | The Joker             |
| 2008 | Robert Downey, Jr.       | Tropic Thunder                      |                       |
| 2008 | Philip Seymour Hoffman   | Doubt                               |                       |
| 2008 | Bill Irwin               | Rachel Getting Married              |                       |
| 2008 | Michael Shannon          | Revolutionary Road                  |                       |